# Храм Кришны (Гуруваюр)
Храм Кришны в Гуруваюре (малаял. ഗുരുവായൂര്‍ ശ്രീകൃഷ്ണ ക്ഷേത്രം) — индуистский вайшнавский храм Кришны, расположенный в южноиндийском городке Гуруваюр штата Керала, что в 29 километрах от города Тришура. В храме поклоняются божеству Кришны в его четырёхрукой форме Нараяны — в том виде, в котором он явился перед своими родителями Васудевой и Деваки сразу после своего рождения.
Это самый известный храм Кришны в штате Керала и один из важнейших и богатейших индуистских храмов во всей Индии. Мурти (образ) Кришны в этом храме носит имя Гуруваюраппан.
Храм получил известность из-за литературных памятников, созданных там в эпоху позднего Средневековья. Самым известным из них является санскритская поэма «Нараяниям» авторства Нараяны Бхаттатири, который страдал от жестокого ревматизма и смог здесь исцелиться. С того времени в храм приходят страдающие ревматизмом и артритом индусы, стремящиеся получить исцеление. В храме часто проводятся брачные церемонии. Храмовые слоны живут в старинных укреплениях Пуннатхуркотта.
Для неиндусов и индуистов неиндийского этнического происхождения вход в храм воспрещён, но в порядке исключения внутрь храма допускают западных и русских кришнаитов Международного общества сознания Кришны.

## Божество
Мурти Кришны в этом храме носит имя Гуруваюраппан. В буквальном переводе с малаялам слово «гуруваюраппан» означает «Господь Гуруваюра». Название мурти происходит от гуру (малаял. ഗുരു) —другого имени наставника богов Брихаспати, Ваю (малаял. വായു), бога ветра, и аппан (малаял. അപ്പന്‍) — «Господь». Согласно легенде, мурти Кришны в Гуруваюре установили Брихаспати (Гуру) и Ваю, поэтому божество стало называться Гуруваюраппан. Храм Гуруваюра также называется «Бхулока Вайкунтха» (место, где духовный мир встречается с землёй), так как божество Гуруваюраппана имеет ту же форму, что и Вишну в своей вечной духовной обители Вайкунтхе.
Считается, что мурти Кришны, установленное в этом храме, избавляет от грехов, дарует освобождение и выполняет желания поклоняющегося. Это мурти Кришны изготовлено из редкого камня патала анджанам. Божество имеет четырёхрукую форму и держит в своих руках раковину, диск, булаву и цветок лотоса. Его шею украшает гирлянда туласи и жемчужное ожерелье.

## История
Мурти Кришны в храме Гуруваюра на языке малаялам называется «Гуруваюраппан». Согласно индуистской легенде, описанной в Пуранах, это божество Кришны пришло из духовного мира Вайкунтхи в самом начале творения Вселенной. В Падма-калпу Гуруваюраппане поклонялся сам творец Вселенной Брахма. Когда в начале нынешней Вараха-калпы Сутапа и Пришни стали просить Брахму о сыне, Брахма подарил им мурти Гуруваюраппана и сказал, что, поклоняясь ему, они быстро добьются исполнения всех своих желаний. В течение многих лет Сутапа и Пришни поклонялись Гуруваюраппану, пока наконец сам Вишну не пришёл к ним и не пообещал им исполнить их желание — три раза стать их сыном. Три раза подряд он приходил, чтобы исполнить своё обещание, как Пришнигарбха, Вамана и Кришна, и все три раза мурти, которому поклонялись Сутапа и Пришни, появлялось вместе с ними.
Когда Кришна низошёл на землю более 5000 лет назад, в самом конце Двапара-юги, его родители Васудева и Деваки поклонялись Гуруваюраппану в одном из храмов Двараки. Когда подошло время и Кришна должен был уйти из этого мира, он поручил заботу о Гуруваюраппане Уддхаве. После ухода Кришны Дварака погрузилась на дно океана, и божество скрылось в волнах. Уддхава обратился за помощью к наставнику полубогов Брахаспати и Ваю, богу ветра, которые спасли божество Гуруваюраппана из бурных волн. Затем, Ваю и Брихаспати, по совету Парашурамы перенесли его на юг, в Кералу. По прибытии туда, они остановились в уединённом месте у заросшего лотосами озера недалеко от океана и сели, погрузившись в медитацию.
Согласно преданиям, в водах этого озера в своё время совершали аскезу легендарные Прачеты, сыновья царя Прачинабархи. Там же Шива научил их «Шива-гите», гимну в честь Вишну. Озеро это в честь Шивы получило название Рудра-тиртха, и через какое-то время сам Шива восстал из его глубин. На берегах этого озера и был построен храм для Гуруваюраппана. В X веке Шива в образе Шанкары снова пришёл в Гуруваюр, чтобы почтить Кришну и восстановить поклонение в пришедшем к тому времени в упадок храме.
В 1586 году великий поэт-святой Нараяна Бхаттатири вылечился от хронического ревматизма (по другой версии — от паралича), сочиняя свою поэму «Нараяниям» и декламируя её божеству Кришны в Гуруваюре в течение 100 дней. По обе стороны от божества Кришны в алтаре стоят большие медные масляные лампады и с тех пор вытекающее из них масло считается средством от ревматизма и других телесных недугов. Люди со всех концов Индии с благоговением и верой применяют его для лечения своих болезней. По сей день в храме можно увидеть мандапам, где Нараяна Бхаттатири сидел и воспевал гимны во славу Гуруваюраппана.
Хотя согласно индуистским преданиям божеству Кришны поклоняются на этом месте уже более 5000 лет, исторических свидетельств тому не существует. Согласно историку К. В. Кришна Айеру, брахманы пришли и осели в этом регионе в период Чандрагупты Маурьи в IV веке до н. э. Впервые храм Гуруваюра упоминается в тамильской поэме XIV века «Кокасандешам». Благодаря «Нараяниям» и чудесному исцелению её автора храм Кришны в Гуруваюре получил широкую известность. Регулярные упоминания о Гуруваюре стали появляться к началу XVII века (примерно через 50 лет после написания «Нараяниям»).

### Строительство храма
Однажды, астролог предсказал радже из династии Пандья, что тому в определённый день суждено умереть от укуса ядовитой змеи. Раджа отправился в Гуруваюр и стал молится Гуруваюраппану. Проведя несколько лет в глубокой молитве у стоп божества Кришны, в один день раджа осознал, что предсказанный астрологом день смерти уже миновал. Он вернулся к себе во дворец и спросил астролога, почему сделанное им предсказание не исполнилось. В ответ астролог показал на левой стопне у раджи след от змеиного укуса. Змея действительно укусила раджу в то время, когда он был полностью погружен в медитацию на Гуруваюраппана. По милости Кришны, раджа даже не почувствовал укуса. В знак благодарности, раджа построил новый храм для Гуруваюраппана и выделил средства на финансирование ежедневных храмовых ритуалов, необходимых для поклонения божеству.
Бо́льшая часть здания современного храма датируется XVI—XVII веками, хотя некоторые постройки были возведены в более поздний период на средства, пожертвованные богатыми индусами. Так, дипастамба («колонна огней») была возведена в 1836 году преданным Гуруваюраппана из Тируванантапурам. У храма есть два гопурама — восточный и западный. На восточном гопурам есть надпись, в которой город называется «Гурупаванапура». Западный гопурам был построен в 1747 году.

## Музыка и театр
Храм Гуруваюра является центром одной из форм драматического театрального танца, Кришнанаттам, — классической формы театрального искусства, на базе которой развилась всемирно известный жанр драматического театра Катхакали. При храме существует институт Кришнаттам, руководимый и поддерживаемый храмовой администрацией.
Гуруваюр также является крупным центром карнатической музыки — южноиндийского жанра индийской классической музыки. В один из дней экадаши, при храме каждый год проводится музыкальный фестиваль в память легендарного певца Чембая Вайдьянатхи Бхагаватара, который был искренним преданным Гуруваюраппана.
По вечерам во дворе храма исполняются классические танцы и драмы, рассказывающие о многочисленных чудесах, совершённых Гуруваюраппаном.

## Тулабхарам
Тулабхарам — это принимаемый перед божеством традиционный обет в индуизме, когда индуисты обещают пожертвовать что-либо весом с их собственное тело. Индуисты взвешиваются на весах, расположенных напротив какого-либо ценного подношения. Часто предлагается серебро, бананы, сахар или кокосы. В среднем Гуруваюраппану ежедневно подносится 100 тулабхарам, однако в праздничные дни эта число доходит до 200.

## Управление
Храмом управляет Руководящий совет Гуруваюра Девасвом, находящийся в непосредственном подчинении у правительства Кералы. Временные члены совета периодически назначаются правящей партией штата. Постоянными членами совета являются потомственные брахманы рода Ченнас Мана. По данным на 2008 год это Самутири Мана и Маллисери Мана.

## Храмовые праздники
В храме проводятся 24 ежегодных празднества, самыми важными являются Утсавам и пышный фестиваль, продолжающийся 18 дней в месяце вришчикам (ноябрь/декабрь) — Вришчикам-экадаши. В ходе этого праздника, процессии наряженных слонов проходят перед храмом, а внешние стены храма украшаются крошечными огоньками бесчисленных масляных ламп. В некоторые дни у входя в храм проходят концерты на которых выступают знаменитые южноиндийские исполнители классической музыки.
Во время многодневного фестиваля Улсавама в месяце кумбхам (февраль/март), в первый день снаружи устраиваются гонки слонов, а в течение последующих шести дней проходят шествия слонов. На девятый день происходит Паливетта, или «охота»: божество, восседающее на слоне, обезжает вокруг храма в сопровождении мужчин, наряженых животными, которые символизируют человеческие слабости, такие как жадность и злобу, побеждаемые Кришной. На следующую ночь мурти Кришны выносят из храма для ритуального погружения в храмовый водоём; индуисты приветствуют процессию масляными лампами и бросанием риса. Считается очень благоприятным искупаться в водоёме одновременно с божеством.
Храм является основным центром индуистских свадеб в Керале. Иногда, за один день в храме проводят более 100 свадебных обрядов. Заключить брак перед Гуруваюраппаном считается очень благоприятным.

## Расписание
Храм открывается в 3.00 с даршана «нирмалаям» (церемонии встречи божества), за котором следует абхишека. Ранний даршан в 3.00 считается особенно благоприятным. В полдень проводится Учха-пуджа. С 13.00 до 16.30 храм закрывается. Поклонение и даршан длятся до 22.00, когда божество отходит ко сну.

## Транспорт
С автовокзала «Шактан-тампуран» (Shaktan Thampuran Bus Stand) в Триссуре каждые несколько минут отправляются автобусы в Гуруваюр. Также существует автобусное сообщение с такими городами Кералы, как Эрнакулам, Северный Паравур, Коттаям, Патханамтитта, Памба/Сабаримала, Палаккад, Кожикоде, Кодунгаллур и Тируванантапурам. Пассажирские поезда отправляются с железнодорожной станции Гуруваюра в Триссур и Кочин. Существуют ночные поезда в Тируванантапурам и оттуда в Ченнай и другие города Индии. Ближайший аэропорт — Международный аэропорт Кочин — расположен в 80 км от Гуруваюра. От Каликута до Гуруваюра на автобусе можно добраться приблизительно за 2 часа.

## Святилище слонов «Пуннатхуркотта»
Примерно в четырёх километрах от Гуруваюра находится святилище слонов Пуннатхуркотта, которая расположена на месте древнего дворца местных раджей. На ферме содержат более шестидесяти слонов. Все они посвящены Кришне, принадлежат храму Кришны в Гуруваюре и используются в храмовых фестивалях и церемониях. Сюда привозят диких слонов, которых дарят храму богатые индусы. Один из слонов по имени Гуруваюр Кешаван, когда-то живший на ферме, стал легендарным и превратился в одного из героев местного фольклора. За слонами здесь ухаживают погонщики.

## Галерея

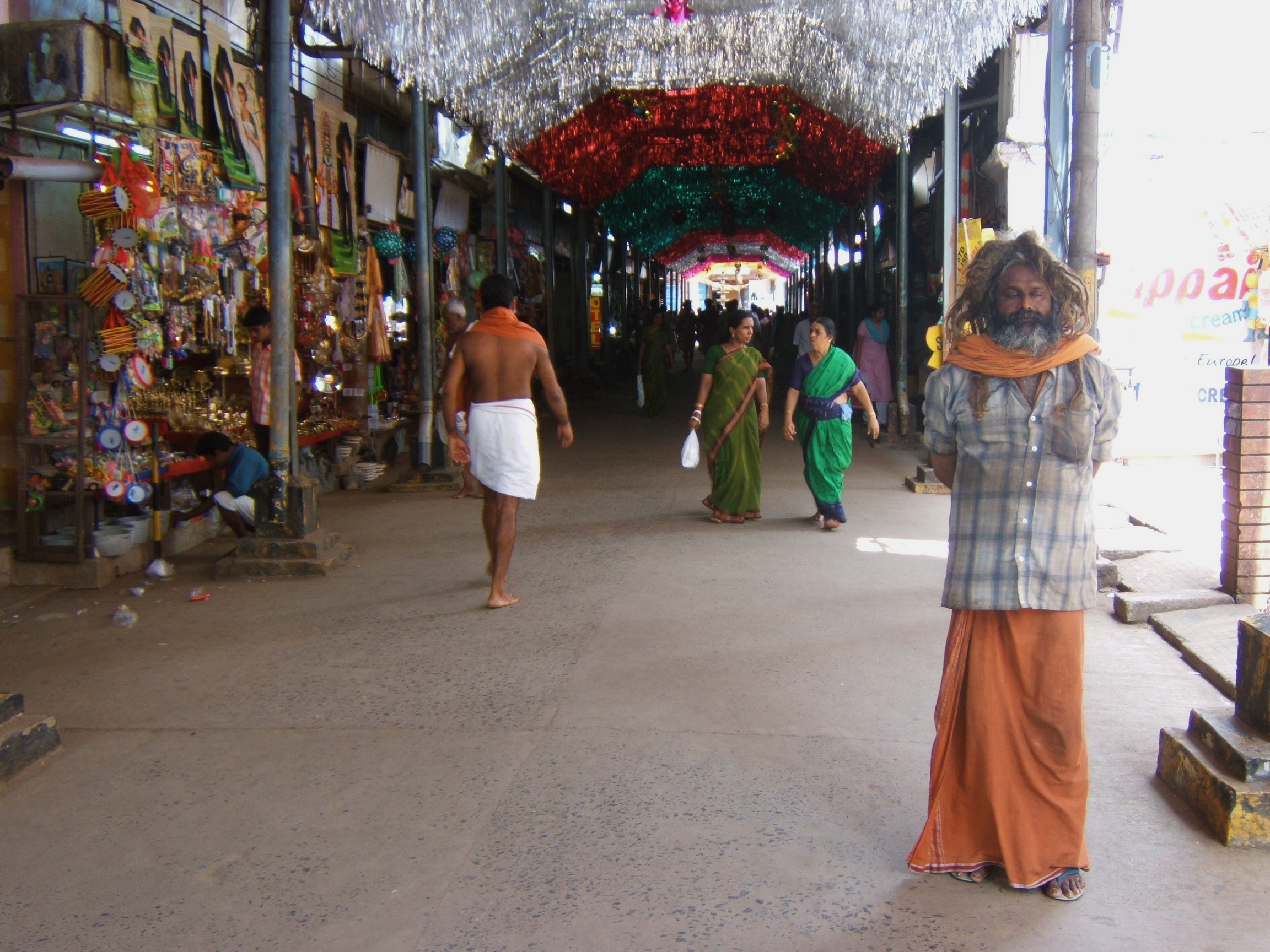
Садху у входа в храм Кришны в Гуруваюре
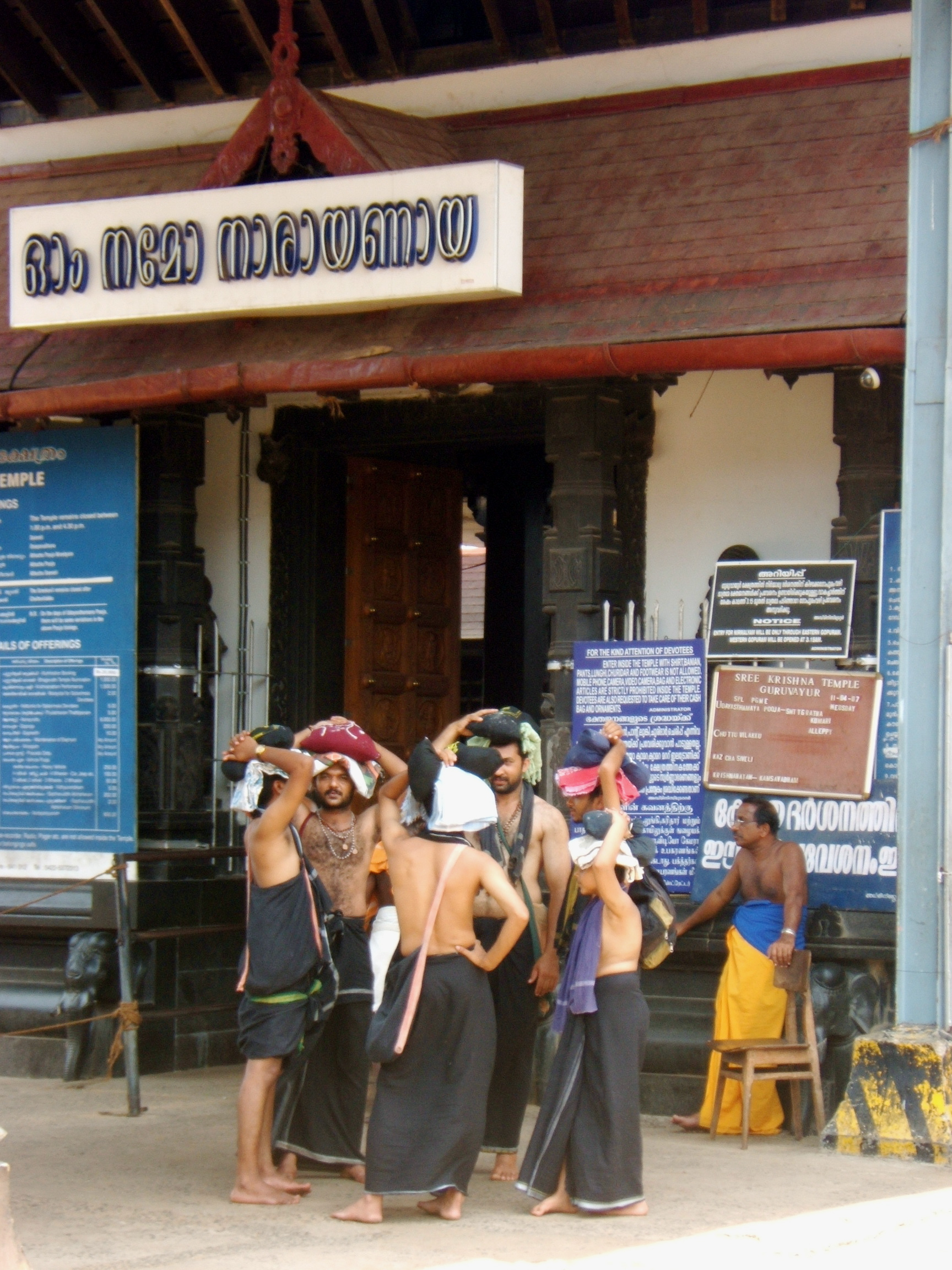
Группа индуистских паломников у входа в храм Кришны в Гуруваюре
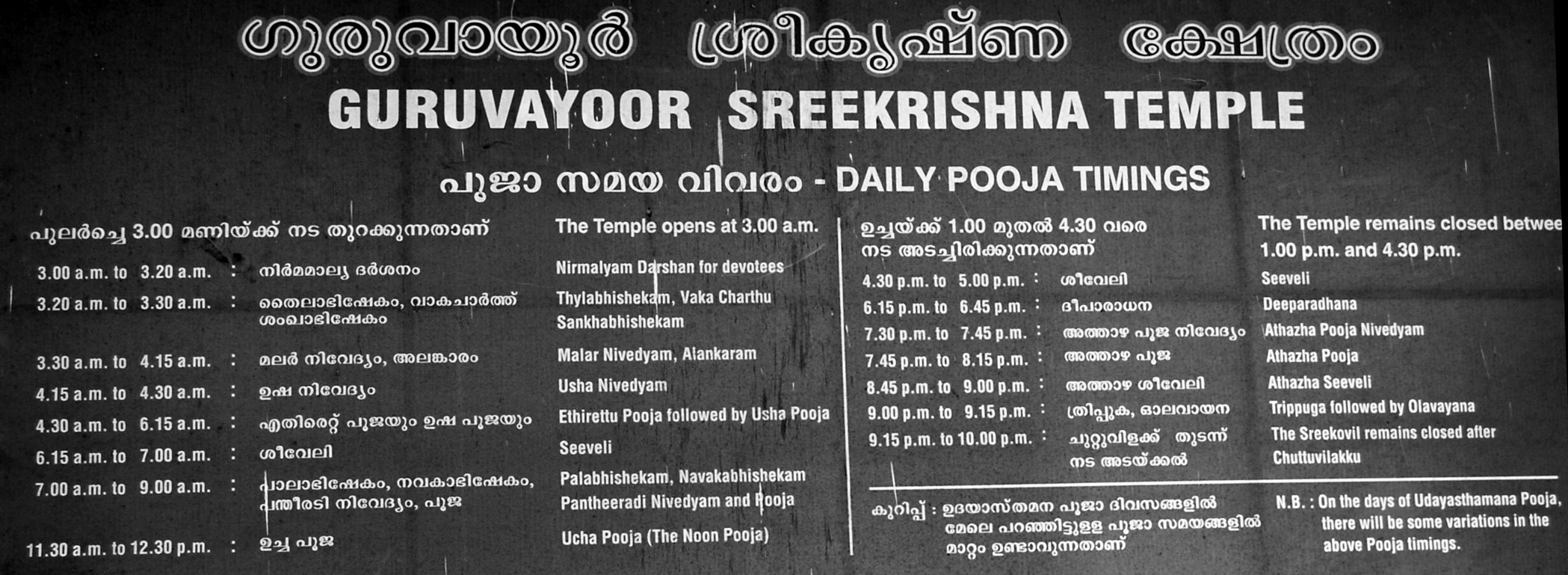
Расписание богослужений